# Marsonnas
Marsonnas település Franciaországban, Ain megyében. Lakosainak száma 1034 fő (2022. január 1.). Marsonnas Béréziat, Boissey, Jayat, Montrevel-en-Bresse, Saint-Didier-d’Aussiat, Saint-Jean-sur-Reyssouze, Saint-Sulpice és Bâgé-Dommartin községekkel határos.

## Népesség
A település népességének változása:
| Lakosok száma | 702  | 734  | 728  | 841  | 998  | 989  | 991  | 1011 | 1021 | 1034 |
|               | 1968 | 1982 | 1990 | 2006 | 2013 | 2015 | 2017 | 2019 | 2020 | 2022 |